# Coligny (Franciaország)
Coligny egy település Franciaországban, Ain megyében. Lakosainak száma 1294 fő (2022. január 1.). Coligny Domsure, Pirajoux, Salavre, Villemotier, Val-d’Épy és Les Trois-Châteaux községekkel határos.

## Népesség
A település népességének változása:
| Lakosok száma | 1111 | 1132 | 1117 | 1140 | 1164 | 1193 | 1181 | 1176 | 1161 | 1294 |
|               | 1968 | 1982 | 1990 | 2006 | 2013 | 2015 | 2017 | 2019 | 2020 | 2022 |